# Gaston Kaboré
Jean-Marie Gaston Kaboré conocido como Gaston Kaboré (Bobo-Dioulasso, 23 de abril de 1951) es un director de cine de Burkina Faso especialmente destacado en la industria cinematográfica .  Ha sido premiado por sus películas Wend Kuuni y Buud Yam .

## Biografía
Kaboré nació el 23 de abril de 1951 en Bobo-Dioulasso en Alto Volta . Su padre era Georges Kaboré y su madre Léonie Tapsoba.
Estudió primaria en Uagadugú y secundaria en el Collège de Toussiana graduándose en Bobo-Dioulasso, en el Collège de Tounouma en 1970. Inició estudios superiores en el Centro de Estudios Superiores de Historia de Uagadugú  (1970-1972) y continuó sus estudios de Historia en Francia, en la Sorbona en París diplomándose en 1975. Mientras investigaba la historia de los prejuicios raciales contra África por parte de sus colonizadores Kaboré se interesó por los documentales contemporáneos que, en su opinión, continuaban propagando esos estereotipos.  Para comprender mejor el "lenguaje cinematográfico", decidió ir a la escuela de cine ESEC. Al principio, con la intención de utilizar el cine como medio para difundir el conocimiento histórico, gradualmente se apasionó por el cine en sí mismo. Se licenció en Producción Cinematográfica en 1976.  Regresó a su país natal fue asesor técnico para cine en el Ministerio de Información y Cultura (1977-1981) y ayudó a fundar el Centro Nacional del Cinematografía que dirigió de 1977 a 1988.
Su película Wend Kuuni fue el segundo largometraje producido en Burkina Faso. Su trabajo para la pantalla, centrado en el patrimonio rural de su país, ha recibido numerosos premios internacionales, entre ellos un premio César francés.
En 1997 ganó el primer premio en el XV Festival Panafricano de Cine y Televisión de Uagadugú (FESPACO) con la película Buud Yam .
De 1985 a 1997 fue Secretario General de la Federación Panafricana de Cineastas (FEPACI). Desde 2005 tiene una escuela de formación, Imagine, en Uagadugú en la que forma a profesionales de las industrias de la televisión y el cine.

## Filmografía
- Je reviens de Bolin (1977) documental
- Regard sur le sixième Fespaco (1979) documental
- Utilisation des energies nouvelles en milieu rural (1982) documental

- Wend Kuuni (1982)
- Propos sur le cinéma (1986) documental
- Zan Boko (1988)
- Madame Hado (1991) documental
- La vie en fumée (1992) documental
- Rabi (1993)
- Roger, le fonctionnaire (codirector con Motandi Ouaba)
- Chronique d'un échec annoncé (1993)
- Un arbre appelé Karité (1995) documental
- Le Loup et la cigogne (uno de los tres episodios) en la serie "Tales of Lafontaine"
- Lumière y compañía (1995)
- Buud Yam (1997)
- Faso contre le sida (2001) codirector con Scott Rawdin